# 도리언 그레고리
도리언 그레고리(Dorian Gregory, 1971년 1월 26일 ~ )는 미국의 배우이다.

## 출연 작품
- 더 러킹 맨 (2017)
- 겟팅 플레이드 (2005)
- 참드 (1998)
- 저스트 라이트 (1997)
- 맨발의 경영자 (1995)